# Johann Jakob Hottinger (théologien)
Pour l’article homonyme, voir Johann Jakob Hottinger.
Johann Jakob Hottinger (1er décembre 1652 - 18 décembre 1735) est un théologien suisse.

## Biographie
Il est né à Zurich, fils du philologue et théologien suisse Jean Henri Hottinger. Il étudie la théologie au Carolinum de Zürich, ainsi qu'à Bâle et à Genève. En 1676, il reçoit son ordination, puis en 1680 devient pasteur à Stallikon. En 1686, il est nommé diacre au Grossmünster de Zürich, où en 1698 il succède à Johann Heinrich Heidegger comme professeur de théologie ,. Il est décédé à Zurich, à l'âge de 83 ans.
Il est l'auteur de nombreux écrits historiques et polémiques (plus de 100 publications) , dont :
- Helvetische Kirchengeschichte (4 volumes, 1698 - 1729), un ouvrage contre le catholicisme romain.